# Schrankia tabwemasana
Schrankia tabwemasana là một loài bướm đêm trong họ Erebidae.